# Journal of Management and Business Administration. Central Europe
Journal of Management and Business Administration. Central Europe (JMBA. CE)  là một tạp chí khoa học và công nghệ của Ba Lan, được xuất bản bởi Học viện Leon Koźmińskie. Tạp chí là nơi xuất bản các công trình nghiên cứu khoa học ở các lĩnh vực: quản lý nguồn nhân lực, lý thuyết về tổ chức, quản lý chiến lược, trật tự doanh nghiệp, kinh tế quản lý, kế toán và tài chính. Tạp chí xuất bản bằng tiếng Anh, một năm có bốn tập. Tất cả các bài báo trên tạp chí đều được truy cập miễn phí trên cơ sở Truy cập Mở (Open access).

## Mã số xuất bản
- ISSN: 2450-7814 (bản in)
- eISSN: 2450-8829 (bản điện tử)
- GICID: 71.0000.1500.1646
- DOI: 10.7206/jmba.ce.2450-7814.178
- Nhà xuất bản: Học viện Leon Koźmińskie
- Nhóm chuyên môn: Nghiên cứu quản lý

## Chỉ số ảnh hưởng
- Chỉ số SJR (Scimago Journal Rank) năm 2019: 0.207[3]
- Chỉ số SNIP (Source Normalized Impact per Paper) năm 2019: 0.407[3]
- Chỉ số Scopus CiteScore năm 2019: 0.9[3]
- Chỉ số H Index năm 2019: 4[4]
- Danh mục tạp chí SCIE năm 2019: Nhóm Q3[4]
- Chỉ số Index Copernicus: 100[5]
- Tính điểm khoa học theo Bộ Khoa học và Giáo dục Đại học Ba Lan năm 2019: 40[5]
- Journal of Management and Business Administration. Central Europe được lập chỉ mục trích dẫn khoa học ở các cơ sở dữ liệu: ERIH Plus, ICI Journals Master List / ICI World of Journals, Scopus, Central and Eastern European Online Library (CEEOL), BazEkon, EBSCO, ISI Web of Science (WoS), BazHum, Directory of Open Access Journals (DOAJ), Cambridge Scientific Abstracts (CSA, Proquest), CEJSH, Google Scholar[6]

## Ban biên tập
Tổng biên tập: Pawel Korzynski, Học viện Leon Koźmińskie, Ba Lan

## Trang web của tạp chí
https://cemj.eu/resources/html/cms/MAINPAGE%5B%5D